# 武迪生
武迪生（1935年—1993年11月24日），男，河南西华人，中华人民共和国政治人物。在访问以色列期间因直升机失事罹难，但有关其身后赔偿问题至今仍未解决。

## 生平
武迪生1956年毕业于东北工学院轧钢专业。1979年加入中国共产党。历任沈阳线材厂厂长兼总工程师、沈阳市冶金工业局副局长、体改委主任、沈阳市人民政府副市长、市长等职务。

### 空难身亡

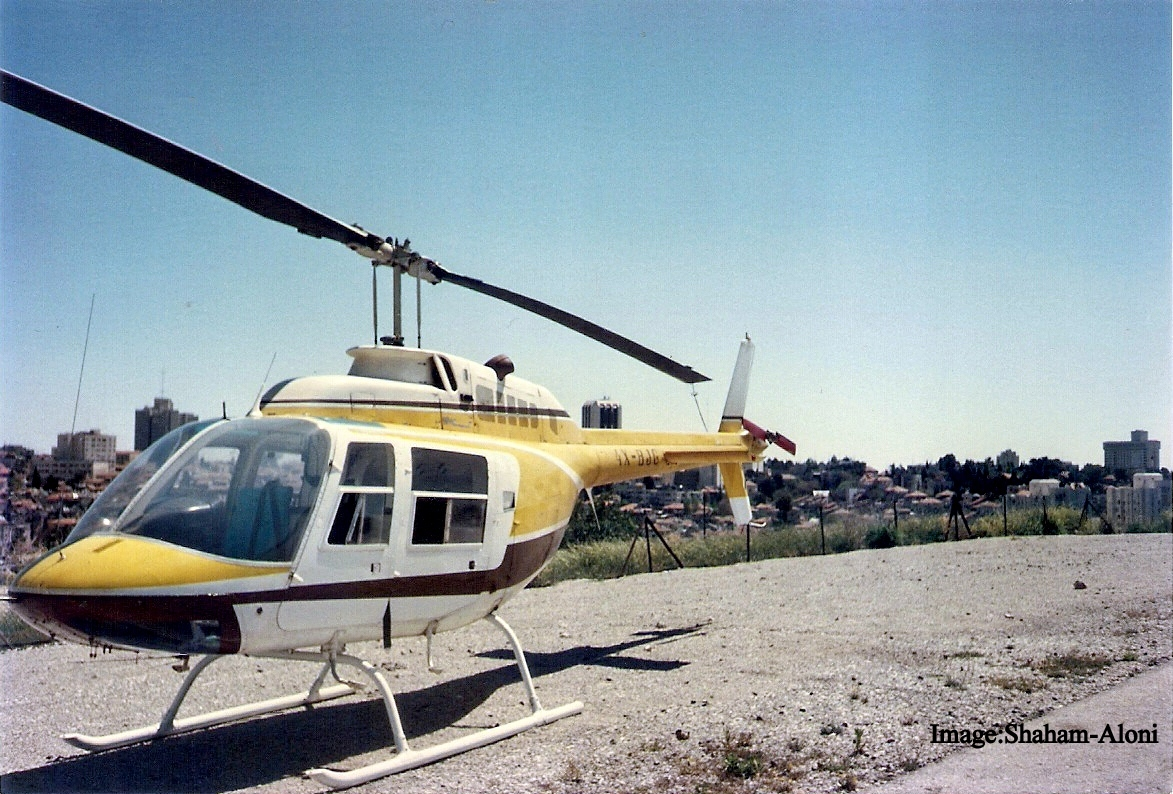
失事直升机

1993年11月19日，武迪生以沈阳市长身份率团访问以色列拉马特甘市，此行的目的之一是与一名叫伊兰·阿尔特（Ilan Alter）的当地企业家达成投资协议。当时武迪生日程较紧，24日下午还要去法国会晤时任巴黎市长希拉克。鉴于此在伊兰的提议下，武迪生与沈阳经济技术开发区副主任张力（女）决定在24日凌晨乘直升机赴伊兰在马萨达的高新科技园区考察。
1993年11月24日当地时间凌晨4时50分直升机从海爾茲利亞思荻多夫机场起飞。在5点24分时驾驶员曾与南部地面指挥台联系，但之后便没有再联系。地面指挥转而向空中治安直升机驾驶员联络，并请其与失踪直升机联系，同时进行了无线传呼，均无反应。约6点15分，空军地区指挥派出了救援直升机寻找，在贝尔谢巴地区一片刚刚收割了的向日葵地上发现了失事直升机的残骸。机上5人（武迪生、张力、伊兰、一名导游、驾驶员）全部罹难，死因为身体严重破损。

## 身后

### 空难原因
较正式的说法表示：以色列方面经调查，认为直升机驾驶员没有操作问题。直升机属以色列齐姆涅尔公司，型号为贝尔206、注册编号为4X-BJG，保养完备。问题在美国艾利逊公司生产的发动机上。调查确认空难是由第二级定子叶片高频疲劳断裂造成，而第二级的定子叶片厚度的几何测量显示断裂的叶片厚度低于制造厂家说明书所允许的下限。调查推断的：飞行员在发动机出现故障后进入自转下降的过程；当发动机出现严重故障后，驾驶员紧急迫降，由于天暗，驾驶员未能识别地形，造成直升机着地一侧撬板受力过重折断，导致油箱破裂，尾翼受地面撞击断开，机腹与地面摩擦，舱门飞出，乘者被抛出，机舱起火。
不过有外界报道直升机是撞到了高压电线而坠毁。甚至在中国国内有直升机是由巴解武装击落的未证实传言。

### 赔偿问题
11月28日，沈阳市的善后工作组抵达以色列。由于当地没有火葬习惯，武迪生和张力的遗体于12月3日被运回中国国内火化。沈阳市代表团同以色列方面签订一份备忘录，一项合资合同，2项合作协议和5项合资意向。因伊兰同机罹难，还有两项合同没签上。
有关武迪生的身后赔偿问题则成了问题。根据中国驻以色列使馆和拉马特甘市政府提供的信息，索赔只能由保险部门承担，使馆、政府不能干预；另外空难报告在短期内不能做出事故原因的调查结论及确定索赔方。善后工作组经得家属的同意，决定临时委托特拉维夫律师迪那耳作索赔代理律师。
1994年4月，以色列民航管理局完成事故调查报告。报告列举了可能造成事故的种种原因，但不负责指出哪方应对事故负主要责任。因此迪那耳建议在美国起诉直升机制造商贝尔公司和发动机制造商爱利森公司。如果胜诉，会得到远远高于在以色列的赔偿金。但迪那耳于1995年2月18日突发心脏病去世。武迪生家属另聘请一位主张在以色列索赔的律师，张力家属则另聘请一位美国律师在美起诉。
争议点在于按以色列法律，赔款依据是事故给遇难者及家属带来的实际经济损失，对于精神损失基本不予考虑。这种经济损失的衡量称为个人生活指数。也就是先计算出遇难者生前的经济收入平均值，然后依照遇难者国家同性别的平均寿命，减去遇难者的实际年龄的差额。如中国男性当时的平均年龄是74.5岁，减去武迪生遇难时的年龄58岁，其中的16.5年的经济收入为赔偿标准。当然所呈报的生活指数证明也必须有法律依据。如此按照武迪生的生前年法定工资收入为6000多元人民币，相当于不到800美元；而国家分配和配给的住房、公用车等因无法认定为法定收入，不予采纳。

## 轶事
武迪生曾参与主编《沈阳百科全书》等，有一定文字功力。据陈香梅回忆，他的书法也可以，还喜欢唱歌。武迪生还曾为一首沈阳市的代表性歌曲《沈阳啊沈阳》填词。（但也有认为填词者是李长春或朱来顺）。

## 评价
武迪生以清廉著称。1989年他回母校东北工学院访问时，曾对学生们公开表示他在当时还没有彩电，轰动一时。
武迪生也曾是80年代中国有名的改革派。六四事件不久前的1989年3月27日，他曾上书中共中央、国务院建议反思改革开放。他认为在肯定改革开放成果的同时，也不能忽视带来当时社会各种问题的原因。他主要提出以下几个问题：
急：改革上急於求成，建設上急於翻番。這是「左」的思想影響沒有清除的反映。一些改革措施出台時，沒有充分考慮生產力發展水平和群眾承受力，事半功倍。

偏：思想方法絕對化，缺乏辯證法。在處理經濟環境與政治環境、改革與發展、物質文明與精神文明、宏觀與微觀、新體制建立與幹部隊伍素質等關係上有較大的片面性。

軟：在宏觀管理上手段不硬，辦法不多，老辦法多，新辦法少。對如何運用商品經濟知識進行宏觀管理缺少經驗。

散：改革上存在一定的隨意性和隨機性，缺少全面研究、瞻前顧後，往往一套好的改革措施出台後，因配套措施不完善而不能奏效，甚至引起新的社會矛盾。

淺：改革求新不求深，改革一個跟著一個，在完善和深化每一項改革上做文章卻不夠。

他的见解被认为相當程度上代表了很多地方高官的看法。